# 기독신문
기독신문(基督新聞)은 1965년 창간된 기독교신문으로 대한예수교장로회(합동)가 발행한다. 매주 화요일 28면 분량으로 발행된다. 시사저널에서 전문가를 대상으로 한 조사에서 '가장 영향력 있는 기독교 매체'로 선정되었다.
사옥은 서울시 강남구 대치동에 있다.